# 顕如
顕如（けんにょ、正字体：顯如）は、戦国時代から安土桃山時代の浄土真宗の僧。浄土真宗本願寺派第11世宗主・真宗大谷派第11代門主。大坂本願寺住職。
顕如は号で、諱は光佐（こうさ）、法主を務めた寺号「本願寺」を冠して本願寺光佐（ほんがんじ こうさ）とも呼ばれる。院号は信楽院（しんぎょういん、正字体：信樂院）。法印大僧正、准三宮。父は第10世宗主の証如、関白内大臣・九条稙通の猶子。室は左大臣・三条公頼三女の如春尼。長男は真宗大谷派第12代門主の教如、次男は真宗興正派第17世門主の顕尊、三男は浄土真宗本願寺派第12世宗主の准如。
織田信長と敵対した後は全国の本願寺門徒に信長打倒を呼びかけ信長包囲網の一角となって、10年以上にわたって激しい攻防を繰り広げたことで知られる。

## 来歴

### 誕生から継承
天文12年（1543年）1月6日または1月7日、本願寺第10世・証如の長子として誕生。母は庭田重親の娘・顕能尼。
天文15年（1546年）、顕如が4歳の時に比叡山延暦寺西塔から翌年正月に行われる礼拝講の執事役として顕如が任命されたが、証如は顕如はいまだ幼少であるとしてこれを断っている。また、翌年にも同じく顕如が礼拝講の執事役に任じられたが、再び断っている。
天文23年（1554年）8月12日、父である証如が重体となり、急遽得度が行われることになった。顕如は父・証如が九条家の猶子となったことを先例として前関白・九条稙通の猶子となった。そもそも、本願寺の次期法主となる嫡男は、代々天台宗の青蓮院で得度することになっていた。しかし、証如が重体のうえ、この時には青蓮院に門跡が欠けていたこともあって顕如は12歳で証如を師として本願寺で得度している。
翌13日、証如の死により本願寺を継職し、祖母・鎮永尼の補佐を受けて教団を運営した。

### 教団の最盛期を築く
弘治3年（1557年）4月17日、六角定頼の猶子（実父は三条公頼）の如春尼と結婚した。如春尼の実の姉は武田信玄の正室・三条夫人であり、信玄と顕如は義兄弟にあたる。
政略結婚とはいえ、二人の夫婦仲は良く、結婚31年目の天正16年（1588年）の七夕には、
いくとせもちぎりかわらぬ七夕の、けふまちへたるあふせなるらん　　顕如
いくとせのかはらぬ物を七夕の、けふめづらしきあうせなるらん　　如春尼
と歌を詠み合っている。
永禄2年（1559年）、正親町天皇の綸旨により本願寺は門跡となる。本願寺は証如・顕如と2代にわたって摂関家である九条家の猶子となって門跡に相応しい格式を得たとして門跡への昇格を求めていた。折しも青蓮院門跡である尊朝法親王が幼少で門跡の職務を行い得なかったため、青蓮院の異論が出されないまま本願寺の要求が認められたと考えられている。
永禄3年（1560年）冬には院家として三河国本宗寺、伊勢国願証寺、河内国顕証寺が勅許され、続いて摂津国教行寺、山城国順興寺、近江国慈敬寺、越中国勝興寺、大和国常楽寺が許されている。また、坊官には下間氏を任命した。
永禄4年（1561年）には僧正に任じられている。
顕如の時代、本願寺教団は、証如の時代以来進めてきた門徒による一向一揆の掌握に務める一方、管領家であった細川京兆家や京の公家との縁戚関係を深めており、経済的・軍事的な要衝である大坂本願寺（石山本願寺）を拠点として、主に畿内を中心に本願寺派の寺を配置し、大名に匹敵する権力を有するようになり、教団は最盛期を迎えていた。

### 家臣団
院家、一家衆、坊官衆、御堂衆等のほか、「中世本願寺の寺院組織と身分制」によると、本願寺譜代の家臣である下間氏を核として、三綱・殿原・中居・綱所といった所務諸職が設けられていた。

#### 院家
本願寺が門跡寺院となったことで、本願寺一族一家衆の寺が院家となった。『戦国期本願寺「報思講」をめぐって－二、戦国期本願寺報恩講の展開l大坂時代・親鷲三百回忌』によると、顕如が門跡となった翌永禄3年（1560年）まず本宗寺証専・願証寺証意・顕証寺証淳が院家となり、続いて、本山儀式役に重き位置を占める順興寺実従・教行寺実誓・慈教寺実誓・常楽寺証賢が院家となった。
天文23年（1554）8月に証如が没し、顕如が宗主となるが、同年報思講では一家衆宿老実従が儀式主宰者を代行している。翌年には顕如の出仕が始まるが、当初は実従、祖母慶寿院の補佐をよく受けていたことが窺える。また院家の中でも特に実従が宿老と見なされていたことがわかる。

#### 一家衆
一家衆とは、本願寺歴代法主の親族集団の総称である。また一家衆から院家が指定されたため、ほぼ院家と同様である。
院家となった、本宗寺証専・願証寺証意・顕証寺証淳・順興寺実従・教行寺実誓・慈教寺実誓・常楽寺証賢
の他に、光教寺顕誓、願得寺実悟が、一家衆である。後に天正4年（1576年）、願得寺も院家に指定される。

#### 坊官衆
下間氏は蓮如時代以後、代々本願寺の侍臣を務めてきたため、筆頭坊官ほか下間氏の多さが目立つ。
主な坊官は以下の通り。軍事指揮官として各地に派遣される者が多かった。
下間頼照、下間頼廉、下間仲孝、下間頼龍、下間頼良、下間頼資、下間頼旦、下間頼成、下間頼総、下間頼芸、下間頼俊、下間頼純、七里頼周、杉浦玄任、坪坂包明、川那辺秀政

#### 御堂衆
中世本願寺における御堂衆（堂衆とも言われる）とは、御堂の荘厳や儀式の執行に従事し、さらには法義に精通し、清僧であることが求められた身分で、初期は下間氏を中心に御堂衆集団が形成されていたが、次第に一般坊主衆から選出されるようになり、大坂本願寺時代には、儀式執行に大きな権限を掌握するようになっていた。
『戦国期本願寺「報思講」をめぐって－御堂衆について』によると、御堂衆は「六人供僧」とも言われるが、史料上、天文4年（1535年）段階では3人（西宗寺祐信・浄照坊明春・賢勝）、天文15年（1546年）までは4人（浄照坊・賢勝・超願寺・盛光寺祐心）しか確認できず、翌年には逆に8人に倍増している（前掲4人、明覚寺行心・九条西光寺・光徳寺乗賢・正誓）。永禄4年（1561年）段階では浄照坊明春・法専坊賢勝・光徳寺乗賢・明覚寺行心・教明・教宗の6人が御堂衆とされる（『今古独語」）。

#### 殿原・青侍
「中世本願寺の寺院組織と身分制　－　寺務と寺官について」によると、青侍のうち、受領・官途名を授けられたものが殿原と考えられる。殿原・青侍となる家としては、下間家のほか七里、円山、寺内、八尾、平井、川那部、八木、松井家等があった。殿原となる諸家のうちでも下間家のみが三綱の資格を有した。
本願寺史料研究所の、「本願寺御家中衆次第について」には、下間氏とももに、円山、寺内、平井、八木、松井等の名が一覧できるが、これらは殿原または青侍と考えられる。

#### 坊主衆
「中世本願寺の寺院組織と身分制－坊主の位置」によると、坊主は法名を授けられ、寺号を許され、その住持職に任じられる。また、宗教儀式に列座する資格を有するが僧位僧官は帯さない。無位無官かつ呼び名を持たないため、寺号・坊号を呼び名とする。

### 信長包囲網

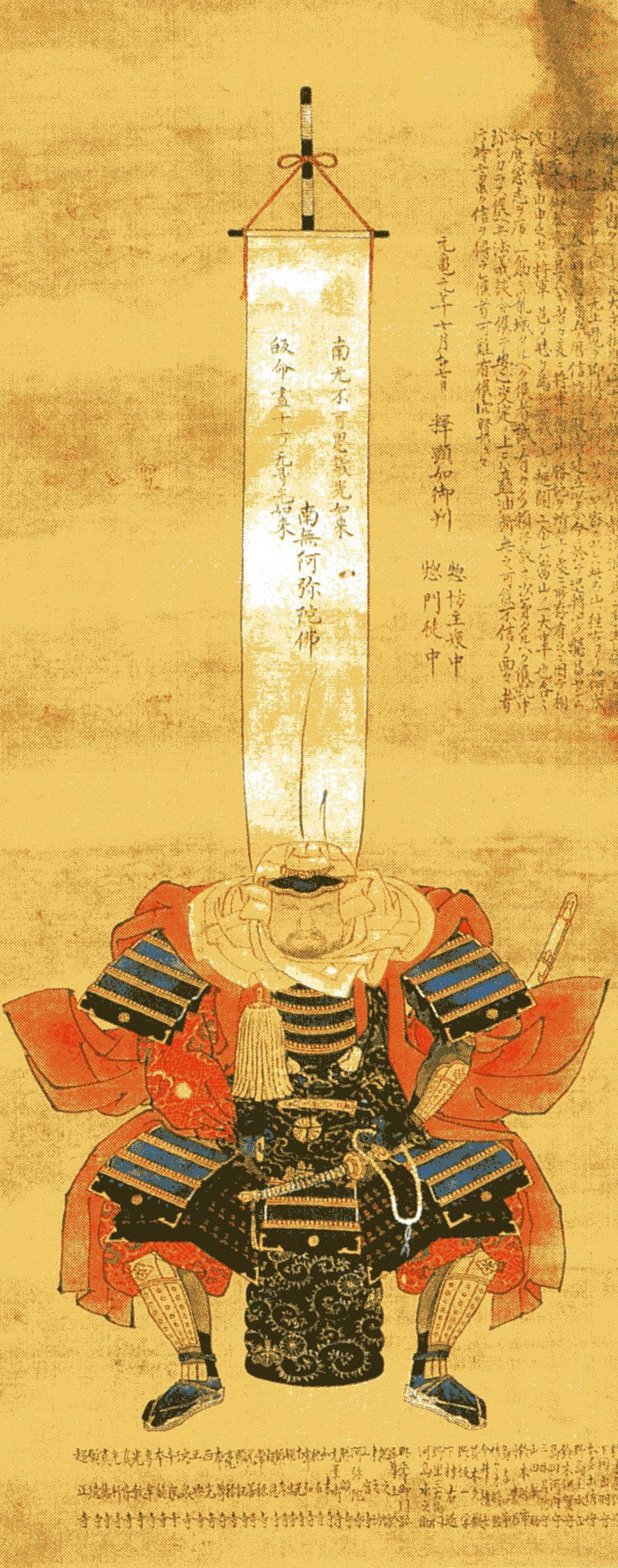
顕如画像幅 石川県立歴史博物館所蔵 18世紀

しかし、本願寺は武家の封建関係の外でこのような権力を握っていたことから、延暦寺や堺の町衆などと同様に、永禄11年（1568年）に将軍・足利義昭を奉じて上洛し、義昭を通じて影響力を強めていた織田信長による圧迫を受けるようになり、顕如は信長と敵対する。
元亀元年（1570年）に本願寺と織田氏は交戦状態に入った（野田・福島の戦い）。一連の抗争は石山合戦と呼ばれる。その後、元亀年間に将軍・義昭と信長は反目し、義昭は甲斐国の武田氏をはじめ越前国の朝倉氏、近江国の浅井氏ら反織田勢力とともに信長包囲網を構築した。本願寺も信長包囲網の一角を担い、顕如は自ら石山本願寺に篭城し、雑賀衆などの友好を結ぶ土豪勢力と協力する、地方の門徒組織を動員して長島一向一揆などの一向一揆を起こし信長に対抗した。
しかし、元亀4年（1573年）4月には武田信玄の死を契機に包囲網が破綻。朝倉・浅井・足利などの同盟勢力は次々と織田氏によって滅ぼされ、木津川口の戦いなどで抵抗を続けた本願寺も最終的には抗戦継続を諦め、朝廷を和平の仲介役として天正8年（1580年）に信長と和睦。顕如自身は本願寺を退去すると紀伊国鷺森御坊に移り、ここを新たな本山とした。一方で嫡男の教如は本願寺に籠って抵抗を続けたが結局は退去を余儀なくされ、教如の退出後に本願寺は失火によって焼失した。

### 晩年
本能寺の変後信長に代わって畿内の実権を握った羽柴秀吉と早急に好を通じた。秀吉は本願寺とその門徒が持つ経済力や技術力を利用して、大坂本願寺とその寺内町をもとにして大坂城と大坂城下町を築いて整備した。
天正11年（1583年）閏正月22日に顕如は鷺森御坊を出発すると、24日から有馬温泉で湯治を行った。2月10日に有馬温泉を出立するとそのまま名所めぐりに入り、11日に京都に入って清水寺、北野天満宮、石清水八幡宮などを参詣し18日に京都を出る。19日に宇治を見物して奈良に到着するや東大寺の大仏に、次いで翌20日には春日大社を参詣して若宮で大神楽を楽しんでいる。21日には大神神社、長谷寺を経て今井町に、22日には吉野で花見を行った後、飯貝本善寺に宿を取っている。23日には下市願行寺に宿泊し、24日に堺に着くと、25日に鷺森御坊に到着している。その間、顕如は参拝する寺社に寄進を行っている。清水寺に1000疋、北野天満宮に1000疋、石清水八幡宮に1000疋、東大寺の大仏に300疋、春日大社に2000疋、大神神社に200疋、長谷寺に300疋という具合であった。
7月には和泉国の貝塚道場を新たな本山とし、貝塚願泉寺と名を改めている。
天正13年（1585年）8月には秀吉より大坂城の郊外である天満の地に所領を与えられ、天満本願寺を建立して新たな本山としている。ここはルイス・フロイスによると「秀吉の宮殿の前方にある孤立した低地」で、さらに「住居に壁をめぐらしたり堀を作る」ことを禁じられており、本願寺は豊臣政権の強い統制下に置かれていたことがわかる。
この年顕如は大僧正に任じられた。翌天正14年（1586年）には准三宮の宣下を受ける。しかし秀吉から九州平定に同行するよう命じられ、暫時下関滞在を余儀なくされた。
天正17年（1589年）には一騒動あった。聚楽第の壁に政道批判の落書が書かれ、その容疑者が本願寺寺内町に逃げ込んだという情報と、秀吉から追われていた斯波義銀・細川昭元・尾藤知宣らの浪人がやはり天満に潜伏しているという情報を相次いで入手した豊臣政権は、同年3月に石田三成に命じて寺内町の取締強化とこれらの者を匿ったと断定された2町の破壊を骨子とする厳しい寺内成敗を行わせたのである。肝心の斯波義銀らはついに発見されなかったものの、彼らを匿った罪で天満の町人63名が京都六条河原で磔となったほか、顕如も2月29日に秀吉から浪人の逃亡を見逃したことを理由に叱責を蒙り（『言経卿記』）、3月8日にはさらに容疑者隠匿に関与したとして蓮如の孫にあたる願得寺顕悟が自害を命じられた。こうしてかつて本願寺が持っていた強大な領主権力は顕如一代のもとで完全に失われていったのである。
天正19年（1591年）には秀吉から京都七条堀川の地に寺地を与えられたことで久しぶりに京都に本願寺が作られることになり、この地での本願寺教団の再興を期して早速本願寺（現・西本願寺）が建立された。翌天正20年（1592年）11月24日、50歳にて示寂。
顕如が没すると、大坂本願寺退去時に信長への対応をめぐって和睦派の顕如と意見を異にした強硬派の長男教如が跡を継いだが、顕如の正室で教如の母である如春尼や教如に反感を持っている顕如の側近衆などが秀吉に働きかけた結果、教如に替えて三男の准如が12世宗主に立てられることになった。教団内部での対立が進行する中、教如は徳川家康に接近し、関ヶ原の戦い後に家康により本願寺の東に新たな寺地が寄進されたことを受けて、教如と彼を支持する勢力は慶長7年（1602年）に独立して東本願寺を設立した。こうして本願寺は准如の西本願寺と教如の東本願寺とに分裂することになった。